# Isola di Capraia (Tremiti)
L’isola di Capraia o Caprara o Capperaia è un'isola italiana facente parte dell'arcipelago delle Isole Tremiti (o Diomedee) nel mar Adriatico. È per superficie la quarta isola pugliese e la seconda dell'arcipelago tremitese.
Completamente disabitata, rientra amministrativamente nel comune delle Isole Tremiti, in provincia di Foggia.

## Geografia, storia e morfologia
L'isola si sviluppa su una superficie di circa 45 ha, per una lunghezza di 1 600 metri, una larghezza di 600 metri, con uno sviluppo costiero di 4 700 metri e un'altezza massima di 53 metri s.l.m. (Colle del Grosso).
Dista 350 metri da San Nicola, 1 450 metri da San Domino e 900 metri dal Cretaccio.
Il nome di Capraia la dice lunga su una certa presenza animale, quella della Capra Selvatica, che un tempo regnava sovrana su quest'isola. I primi ad accorgersene furono i Greci, nel 1000 a.C.. Furono loro che la battezzarono "Aegylon" (Terre delle Capre) e da allora quel nome le rimase, tradotto ogni volta dai nuovi arrivati. I Romani la chiamarono "Capraia", nel Medioevo divenne "Caprara" e alla fine divenne Capraia.
I monaci Benedettini furono i primi a popolare le Isole Tremiti (era il 1045), scegliendola come uno dei tanti luoghi in cui ritirarsi a pregare e lavorare.

### La costa
Seguendo il perimetro dell'isola in senso orario, partendo dalla Punta dello Straccione (luogo più meridionale dell'isola), troviamo lo Scoglio della Cernia, la Cala Sorrentino, la Cala dei Turchi, la Cala del Caffè, la Punta del Grottone, la Cala Grande, la Punta Secca (luogo più orientale dell'isola e dell'intero arcipelago), la Cala dei Vermi, la Cala dei Pesci, la Cala del Cafone, Gli Scoglietti, un gruppo di sei grandi scogli e la Cala del Falconetto.

## Flora
La flora, che si trova principalmente nella parte centrale dell'isola, è composta principalmente da piante di cappero (le quali danno il nome Capperaia all'isola), da cespugli di lentisco, da cardi e da ginepri.

## Monumenti e luoghi d'interesse
Nel mare presso l'isola Capraia è sommersa dal 1998, alla profondità di circa 14 metri, una statua di Padre Pio alta circa 3 metri, considerata la più grande del mondo. La statua venne creata dallo scultore foggiano Domenico Norcia.